# Hauptschule
Hauptschule je niža srednja škola u Njemačkoj i Austriji u kojoj učenici izučavaju različite zanate stjecanjem praktičnog znanja i vještina. Obrazovanje u nižoj srednjoj školi traje pet godina, nakon kojih učenici dobivaju potvrdu o završetku niže srednje škole. Osim potvrde, učenici mogu polagati stručni ispit za svoj zanat i time steći preduvjet za polaganje majstorskog ispita i zapošljavanje bez pohađanja neke visokoškolske ustanove. Stoga se Hauptschule smatra temeljem stručne naobrazbe u njemačkom i austrijskom školskom sustavu te je jedna od najcjenjenijih obrazovnih ustanova.
Prve Hauptschule pojavile su se u Zapadnoj Njemačkoj početkom 1950-ih, kada su zajedno s gimnazijom i realnom školom uvrštene u njemački obrazovni sustav kao srednjoškolske obrazovne ustanove. Iako se i u realnoj školi učenici obrazuju za neko obrtničko zanimanje, u njoj postoji mogućnost učenja drugog stranog jezika (najčešće francuskog ili talijanskog), kao i stjecanje šireg znanja iz više predmeta.
Njemačke i austrijske niže srednje škole odgovaraju američkim i britanskim sveobuhvatnim srednjim školama (tzv. comprehensive schools).

## Poveznice
- Obrazovanje u Njemačkoj
- Obrazovanje u Austriji
- Realna škola (realka)
- Gimnazija